# توماس دبليو. كوب
توماس دبليو. كوب (بالإنجليزية: Thomas W. Cobb)‏ هو قاضي ومحامي وسياسي أمريكي، ولد في 1784 في مقاطعة كولومبيا في الولايات المتحدة، وتوفي في 1 فبراير 1830 في غرينسبورو في الولايات المتحدة. حزبياً، نشط في الحزب الجمهوري الديمقراطي. وقد انتخب عضو مجلس النواب الأمريكي وانتخب عضو مجلس الشيوخ الأمريكي.